# Playboy: The Mansion
Playboy: The Mansion ist ein Simulationsspiel für Microsoft Windows sowie die Konsolen PlayStation 2 und Xbox. Entwickelt von Cyberlore Studios, wurde der von Playboy Enterprises lizenzierte Titel am 25. Januar 2005 in Nordamerika und am 4. März 2005 in Europa von Groove Games und Arush Entertainment veröffentlicht.

## Spielablauf
In Playboy: The Mansion schlüpft der Spieler in die Rolle von Hugh Hefner, dem Gründer des Playboy-Magazins und von Playboy Enterprises, der im Spiel als „Hef“ bezeichnet wird. Ziel des Spiels ist es, das Playboy-Imperium von Grund auf aufzubauen, angefangen bei einem einfachen Magazin über die Unterstützung von Prominenten bis hin zu Home-Entertainment, Internet-Websites und Merchandising.
Der Spieler kann die Playboy-Villa nach seinen eigenen Wünschen und Bedürfnissen gestalten und hat die Möglichkeit, die Playboy-Playmate-Partys an Orten wie der Grotte oder dem Clubhaus zu erleben. Hef, wie auch alle anderen Charaktere im Spiel, können drei Arten von Beziehungen zu anderen Charakteren aufbauen: zwanglose, geschäftliche und romantische. Jeden Monat muss der Spieler eine Ausgabe des Magazins drucken. Dazu braucht der Spieler ein Titelbild, ein Centerfold, ein Essay von einem Prominenten, ein Interview mit einem Prominenten, ein Bild über ein Thema und einen Artikel über ein Thema. Der Spieler muss Fotografen und Autoren anheuern, um jede Ausgabe zu erstellen. Alle Charaktere haben bestimmte Interessen, wie z. B. Sport und Musik, und Autoren, die sich mit diesen Themen befassen, produzieren hochwertigere Artikel. Im Spiel ist der Spieler der Fotograf während der Fotoshootings. Das Spiel enthält viele sexuelle Anspielungen, einschließlich sexueller Beziehungen.
Insgesamt gibt es zwölf Missionen. Zu den Zielen gehören das Knüpfen und/oder Festigen von Beziehungen zu Personen, die Veröffentlichung bestimmter Magazininhalte und das Veranstalten von Partys. Die Spieler können sich auch dafür entscheiden, die Ziele nicht zu erreichen, da es kein Zeitlimit gibt, und andere Dinge zu tun, wie Partys, die Renovierung der Villa und das Spielen mit den verschiedenen Spielen in der Villa; die Magazine müssen jedoch veröffentlicht werden, da dies die Einkommensquelle des Spielers ist.

## Musik
Der Titelsong des Videospiels ist Playboy Mansion von Prince Charming, aus dem Album Songs For My Therapist. Zum Spiel wurde ein Soundtrack veröffentlicht, der von dem amerikanischen DJ und Plattenproduzenten Felix da Housecat gemixt wurde. Er enthält House-Tracks von vielen bekannten Produzenten wie Armand Van Helden, DJ Sneak oder Kaskade.

## Erweiterungspaket
Playboy: The Mansion – Private Party Expansion Pack ist das Erweiterungspaket. Es fügt zusätzliche Features hinzu, wie z. B. Partys wie der Sommernachtstraum, weltberühmte Prominente und Playmates, neue Animationen, verbesserte Charakterbearbeitung und Musik zum Thema Party.
Die Erweiterung fügt dem Spiel viele neue Funktionen hinzu. Wenn Charaktere sexuelle Aktivitäten ausüben, ziehen sie jetzt ihre Unterwäsche aus und ihre Genitalien werden unscharf dargestellt, ähnlich wie bei den Sims-Charakteren. Ein weiteres Feature ist die Möglichkeit, „Themenpartys“ zu veranstalten, die aus Halloween, einem Sommernachtstraum, Hef’s Birthday, Tropical, Playmate of the Year und mehr bestehen.

## Rezeption
Das Spiel wurde mit gemischten Reaktionen aufgenommen. GameRankings und Metacritic gaben ihm eine Punktzahl von 60 % und 59 von 100 für die PC-Version, 59,97 % und 59 von 100 für die PlayStation-2-Version, und 62,14 % und 61 von 100 für die Xbox-Version. Eurogamer merkte an, dass das Spiel der Serie „Die Sims“ ähnlich sei, aber leider weniger unterhaltsam sei. Es wurde als „etwas zu geringfügiger Vorschlag für ein vollständiges Spiel“ angesehen.
The New York Times gab eine gemischte Kritik ab und erklärte: „Sex und Nacktheit funktionieren oft gut in Filmen, aber Videospiele, die mit Sex gespickt sind, kommen nie über die Mittelmäßigkeit hinaus, und Mansion scheint entschieden unausgegoren zu sein.“ The Sydney Morning Herald gab ihm zweieinhalb von fünf Sternen und nannte es „Ein verspieltes Konzept mit begrenztem Nervenkitzel und nicht genug Tiefe, um Spieler herauszufordern.“